# ريم إيرلاينز
ريم إيرلاينز كانت شركة طيران مقرها في وهران، الجزائر. وكانت قاعدتها الرئيسية هي مطار وهران السانية.

## التاريخ
تأسست شركة الطيران من قبل مجموعة بيسيا لبدء عملياتها في عام 2003. كان لديها ثلاث طائرات بوينج 737-200 تحت الطلب، ولكن الصفقة أُلغيت. أوقفت شركة الطيران عملياتها في عام 2005 بسبب قضية بيسيا، التي بدأت في عام 2003. كان مخططًا أن تشمل الرحلات الدولية وهران-شارلوروا، وهران-إسطنبول، وهران-دمشق، وربط جنوب الجزائر ببعض المدن الأوروبية عبر وهران، مما سيخفف من الضغط على العاصمة ورحلات داخلية من وهران وإلى كل من الجزائر، قسنطينة، بجاية، عنابة، سطيف، وأخرى رحلات الجنوب من وهران وإلى كل من أدرار، بشار، حاسي مسعود، غرداية.

## الملاحظات
1. ↑  البنك التجاري الصناعي الجزائري (BCIA)